# Garcinia brasiliensis
Garcinia brasiliensis är en tvåhjärtbladig växtart som beskrevs av C. Martius. Garcinia brasiliensis ingår i släktet Garcinia och familjen Clusiaceae. Inga underarter finns listade i Catalogue of Life.